# Comahue

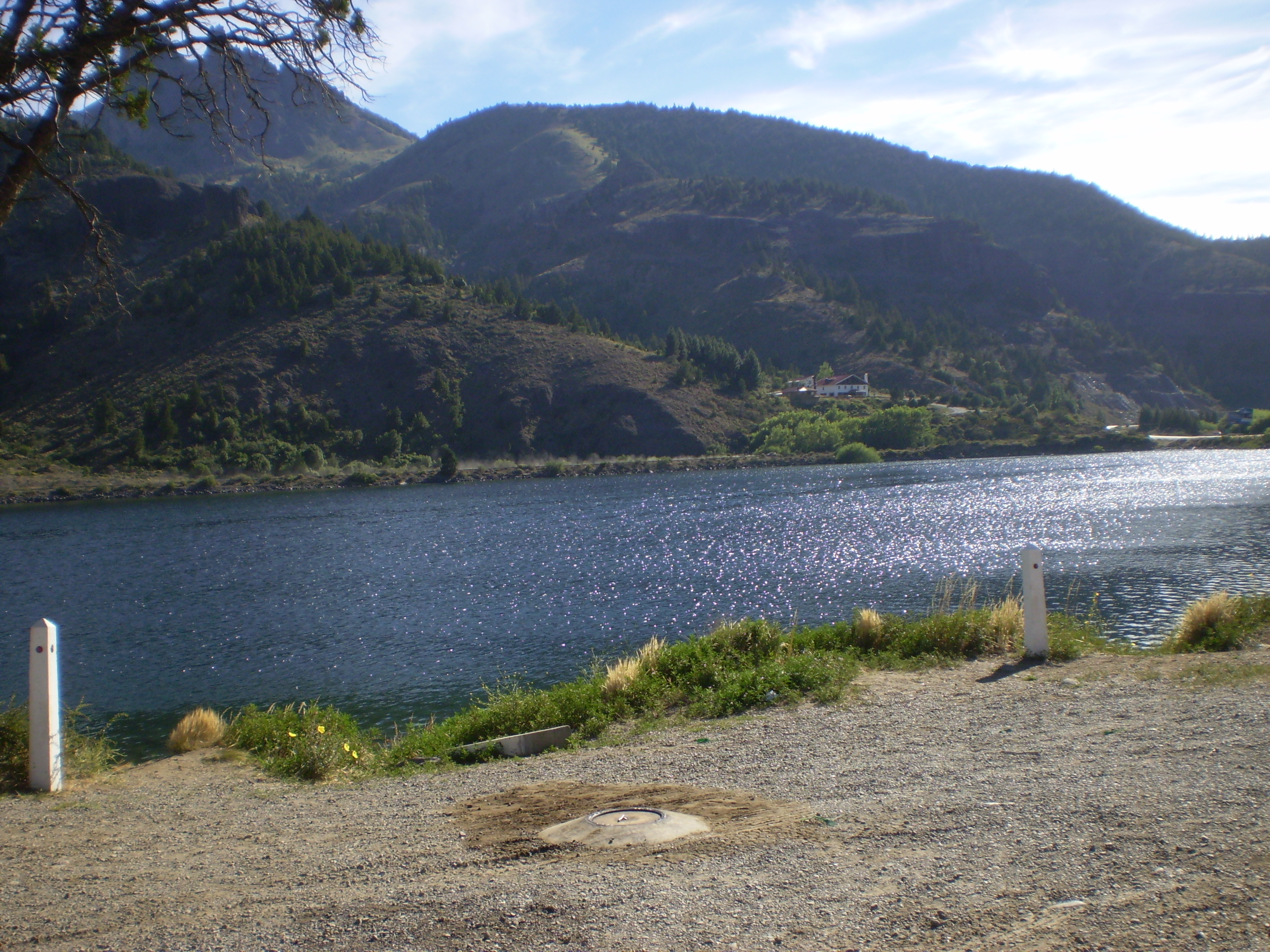
Desembocadura del río Traful en el río Limay. Paraje denominado Confluencia, provincia del Neuquén, Argentina. Ambos ríos se confunden con el lago formado por la represa de la hidroeléctrica Alicurá.

Comahue es una región del centro-sur de la Argentina, que coincide con el norte de la Patagonia argentina, y que abarca las provincias de Neuquén y Río Negro. Hay quienes incluyen en el Comahue, además, a parte de la Provincia de La Pampa, y al partido-municipio más austral de la Provincia de Buenos Aires, el de Patagones.
Climáticamente (y por consecuencia en gran medida también ecológicamente y edafológicamente) el Comahue tiene como límite noreste y este con la región pampeana, la isohieta de los 500 mm/año. Tal isohieta tiene un límite cuyo rango fluctúa, aunque por pocos kilómetros, desde el Pleistoceno: al Oeste y Sur de la misma predomina la sequedad, de modo que casi la mitad occidental y gran parte del extremo sureste de la Provincia de la Pampa corresponden al bioma estepario semiárido que caracteriza al Comahue.
Entre los pastizales de la región pampeana propiamente dicha y las estepas del Comahue, existe una zona boscosa xerófila transicional naturalmente cubierta por caldenales; los caldenales se extienden desde el sur de las provincias de San Luis y Córdoba (por ejemplo en esa zona se encontraba el bosque famoso llamado Monte de El Cuero visitado por Lucio V. Mansilla en su viaje para encontrarse con el núcleo de los ranculches) hasta el extremo sur de la Provincia de Buenos Aires (en el Partido de Patagones).
El centro neurálgico de la zona del Comahue se encuentra en la confluencia de los ríos Negro, Neuquén y Limay, zona rica y poblada conocida también como Alto Valle del Río Negro, siendo su cabecera o ciudad principal la ciudad de Neuquén, capital de la provincia homónima y sede de la Universidad Nacional del Comahue.

## Etimología
Comahue es una voz de origen mapuche, que significaría "lugar de riqueza", o también "lugar donde el agua hizo daño", en cierta manera una definición de valle.